# Великий Могол (алмаз)

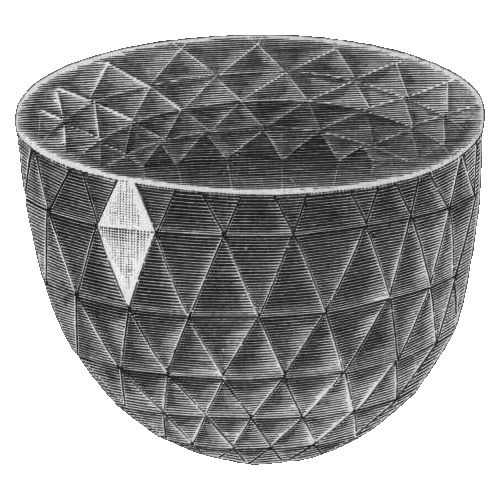
«Великий Могол». Иллюстрация из энциклопедии «Nordisk familjebok»

«Великий Могол» — крупнейший найденный в Индии алмаз. Обнаружен в 1650 году в алмазных копях Голконды и первоначально имел массу 787 карат. Огранка его была поручена венецианцу Гортензио Боргису.
По сообщению Тавернье, изготовленный Боргисом бриллиант в 279 карат имел форму розы, внутри было различимо крохотное пятнышко, и ещё один изъян имелся снизу. После убийства Надир-шаха в 1747 году следы алмаза теряются. Существуют предположения, что из него были получены знаменитые впоследствии камни «Кохинур» либо «Орлов». Крупный русский и советский минералог А. Е. Ферсман утверждает, что именно «Орлов», а не «Кохинур», является переогранённым «Великим Моголом». Он обосновывает кажущееся несоответствие масс двух алмазов тем, что Тавернье ошибся при пересчёте из ратти в караты, поскольку ратти в то время мог определяться по-разному.